# عذارى فستال

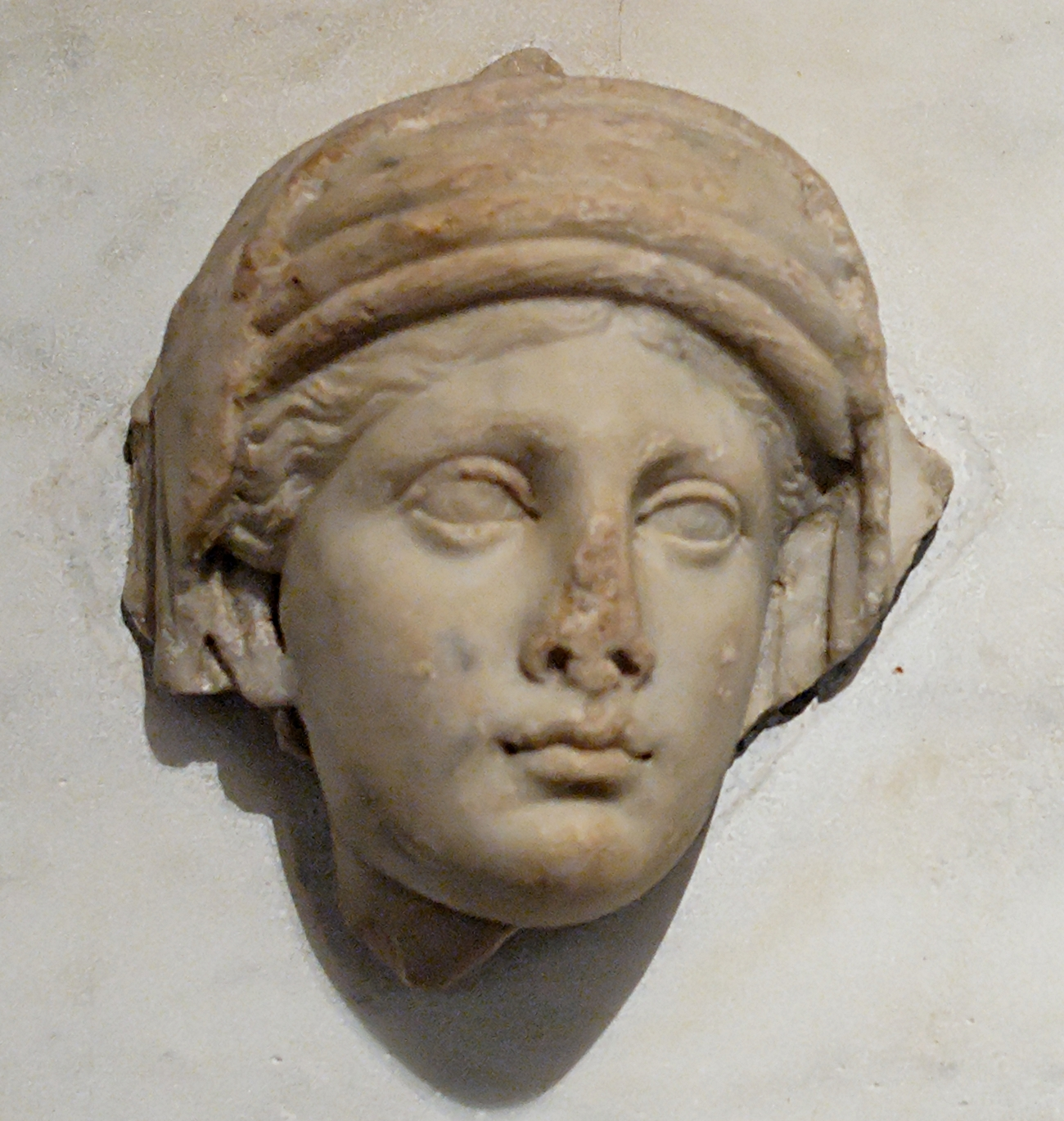
منحوتة لعذراء فستال ترجع لحقبة الإمبراطور الروماني هادريان.

عذارى فستال (باللاتينية: sacerdos Vestalis)، هن كاهنات الإلهة فستا العذراء المكلفات بالحفاظ على بقاء النار المقدسة مشتعلة بحسب الأساطير الرومانية.
تتراوح أعمار المبتدئات بين ست سنوات وعشر سنوات، ومن شروط انتسابهنّ، أن يكنّ خاليات من أية عاهة جسدية أو نفسية، وأن يتحدرن من أبوين حرّين، وخدمتهنّ تدوم ثلاثين سنة، وفي السنوات العشر الأولى، تتعلم المبتدئات قوانين الخدمة من القديمات، ومن ثم يقمن بالخدمة الفعلية عشر سنوات، وفي السنوات العشر الأخيرة، يصبح دورهنّ في تعليم الجدد مبدأ الخدمة. وخلال خدمتها للهيكل يجب على كاهنة الإلهة فستا أن تحافظ على عذريتها وبكارتها وإلا عرّضت حياتها للهلاك، إذا تضرب ضرباً مبرحاً، ويلبسونها كفناً أبيض ويضعونها في قبر، ومن ثم يقفل عليها وهي ما زالت على قيد الحياة، ويضعون معها بعض الأكل وشمعة مضاءة. أما القبر فهو كناية عن قبو محفور في الصخر، مدخله في انحدار عميق، فتنزل الخاطئة بواسطة الحبال، ومن ثم يغلق الباب بإحكام، وهكذا لا يعود بإمكانها أن تصعد إلى وجه الأرض، فتقضي نحبها وهي في حالة ألم شديد، وخوف حتى تكفّر عن ذنبها. وتنتهي بالموت.
أما خدمة الكاهنات خلال الثلاثين عاماً فتقوم على حراسة النار المقدسة بحيث تظل مشتعلة دائماً، وإذا ما انطفأت بسبب إهمال الكاهنة، فيكون قصاصها الضرب. وعلى الكاهنات أيضاً تقديم القرابين لفستا، وأن يعبئن جرن الماء في قدس الأقداس بالمياه النقية كل صباح، وأن يقرأن كل نهار الصلوات المختصة بفستا، وأن يحافظن على الذخائر المقدسة ضمن الهيكل، حتى تحافظ فيستا على الإمبراطورية الرومانية.
وبعد انتهاء الثلاثين سنة، يكمن للكاهنة أن تترك الهيكل وتعود إلى الحياة الدنيوية، ولكن غالباً ما كنّ يمكثن في خدمة الهيكل حتى موتهنّ، ومقابل كل هذه التضحيات، كان للفيستال احترام زائد من قبل الحكام والشعب حتى الانحناء أمامها، وكان باستطاعة الفيستال أن تطلب العفو لمحكوم بالإعدام، حتى ولو كان في طريقه إلى تنفيذ الحكم فيه.

## معرض صور

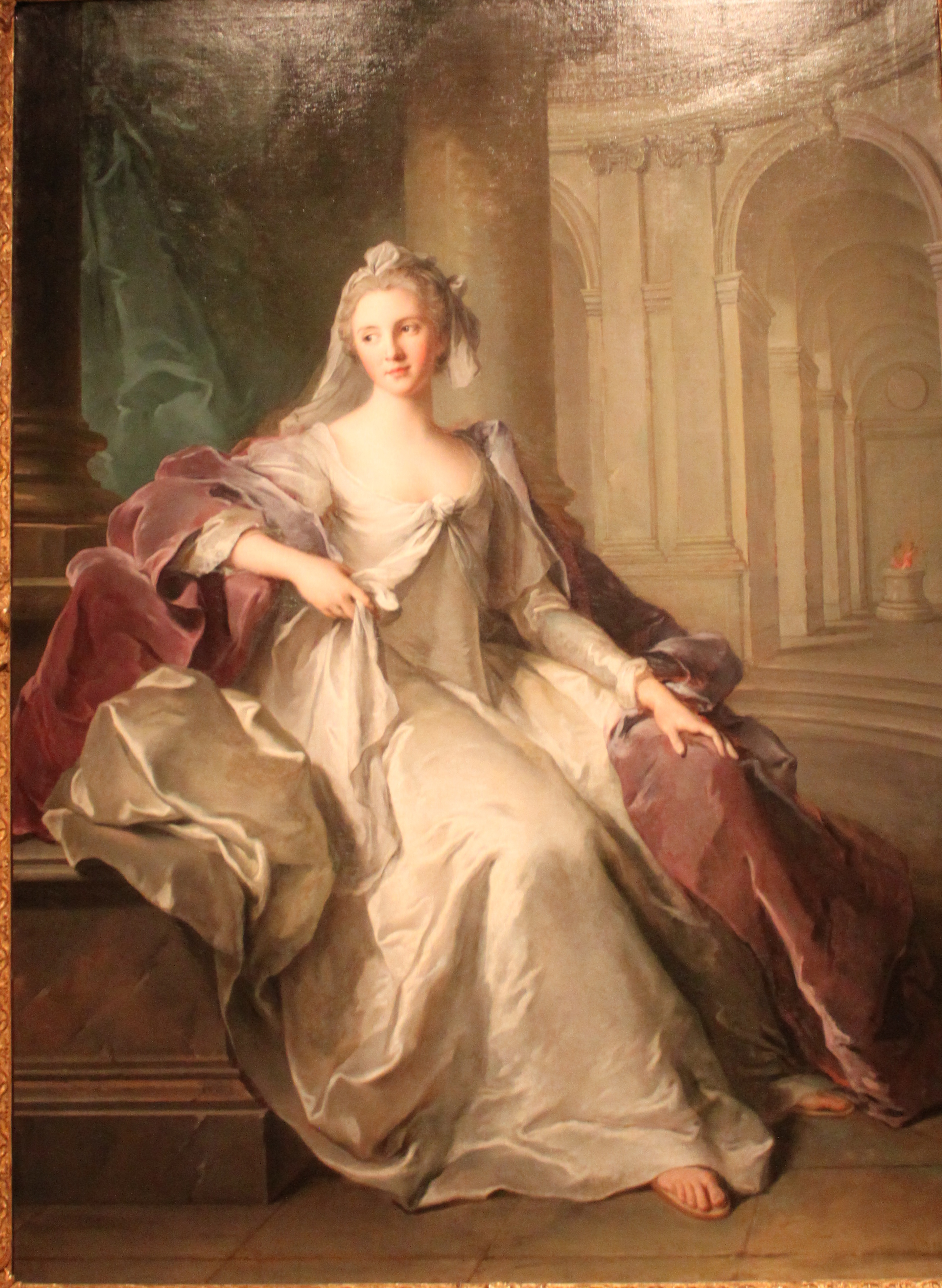
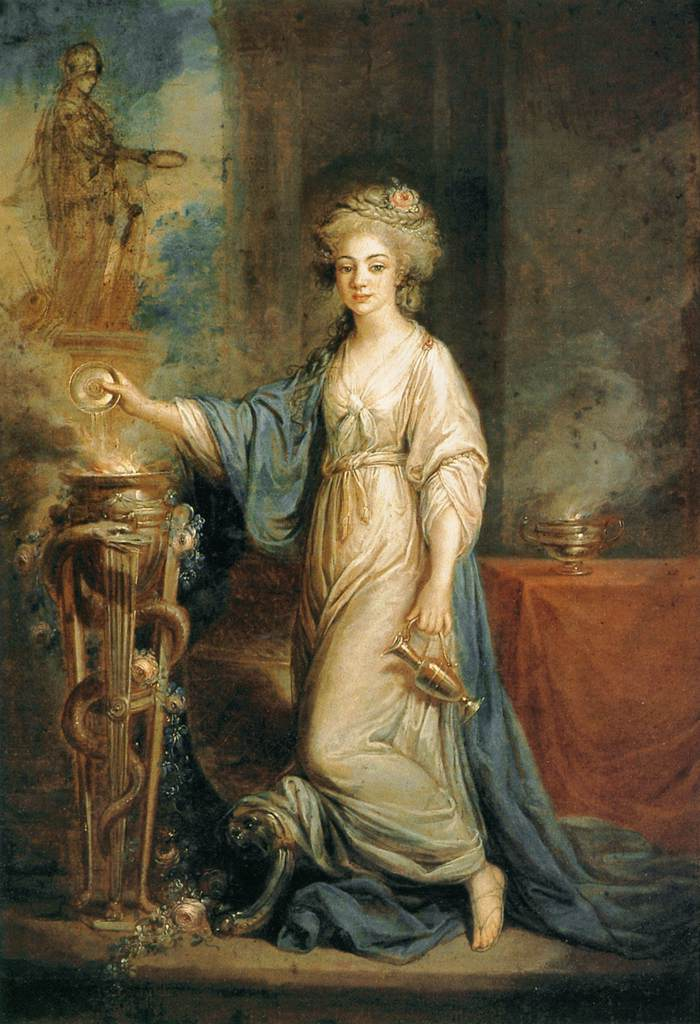
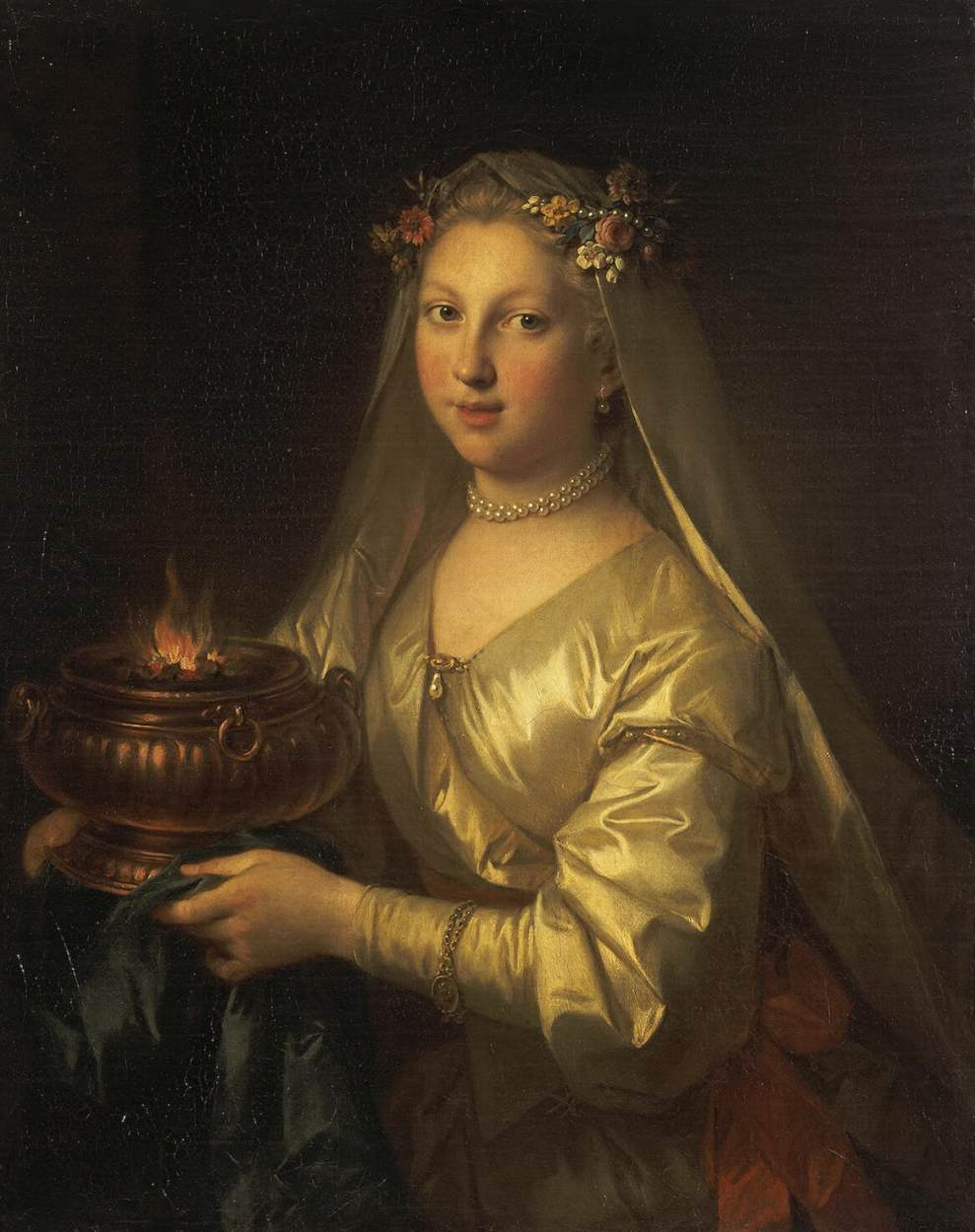
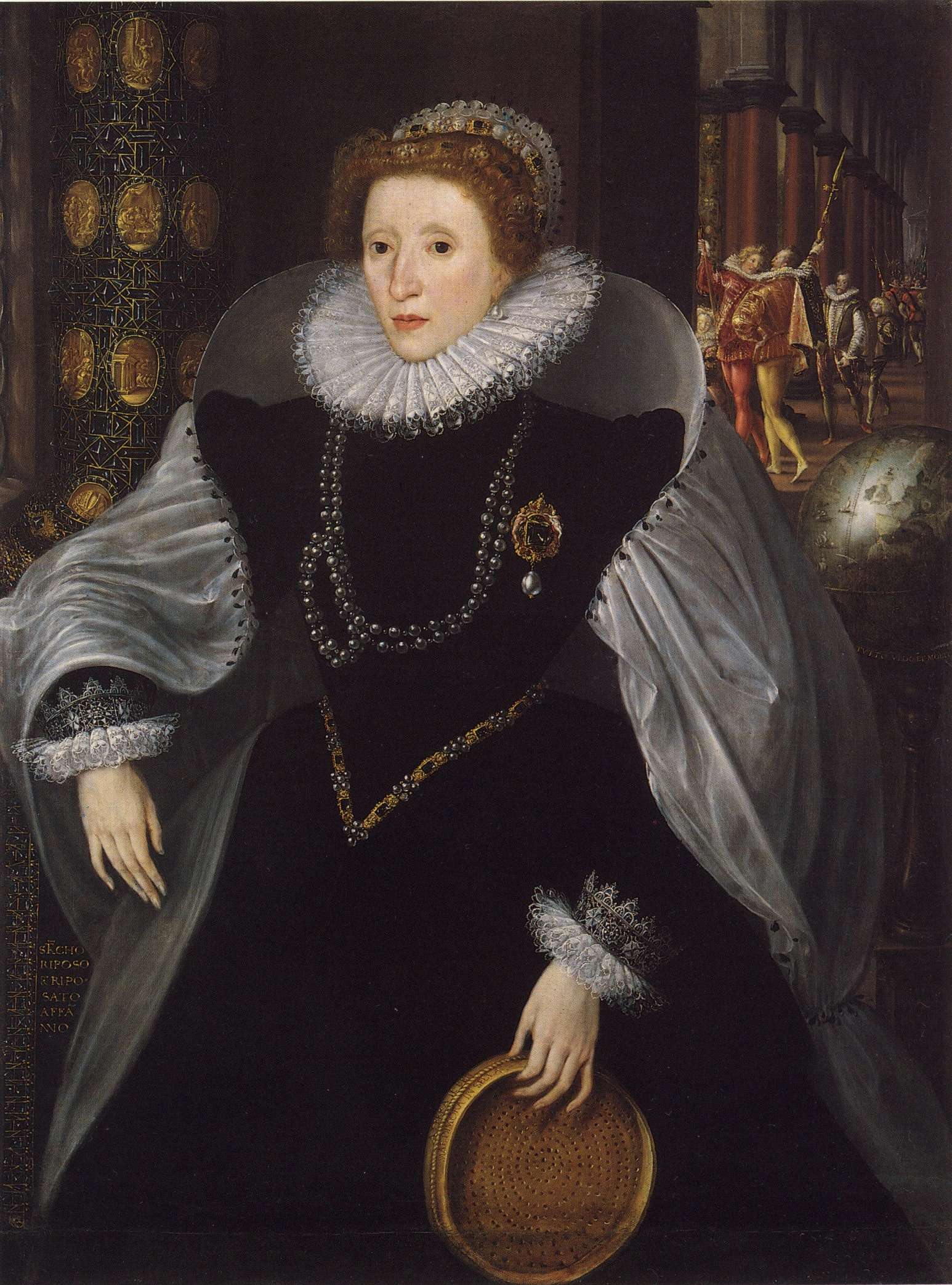